# 佛洛威治
在英國作家托爾金奇幻小說的中土大陸裡，佛洛威治（Forodwaith）是一地名，也可指居住在當地的人民。
佛洛威治的辛達林語名字是北大荒（Northern Waste），在第一紀元，北大荒位於英格林山脈以北的一片土地。在文獻裡很少提及北大荒，由於該地接近伊爾門（Ilmen）及魔苟斯的巢穴，故極度嚴寒。

## 地理
憤怒之戰結束後，整個英格林山脈幾乎被毀滅，伊利雅德以北佛洛威治的部分土地即是福羅契爾（Forochel），附近的冰灣及海岬亦是同名。
佛洛威治的人類是一個怪異的部族，他們在外觀上和伊甸人看不到有任何關係。在第三紀元，他們被稱為福羅契爾雪地人或羅索斯雪地人。在《未完成的故事》裡提到，羅索斯雪地人在腿上繫上骨頭，可在雪地上滑行。
雅西頓的最後一任國王亞帆都在王國被安格馬摧毀後逃到福羅契爾冰封灣，在雪地人的幫助下，亞帆都等人捱過了冬天，他不聽雪地人的勸告乘船南下，船隊在冰封灣沉沒，真知晶球也沉在海底。
而亞帆都持有的巴拉漢之戒卻仍倖存，亞帆都在去世前將它交給雪地人領袖，以報答他們的協助，後來，登丹人贖回了戒指。
沒有人知道佛洛威治以北是甚麼地方。